# The Father
The Father är en fransk-brittisk psykologisk drama film regisserad av Florian Zeller, utkommen 2020. Filmen är Zellers regidebut och är baserad på hans egna pjäs Le Père från 2012. Filmen hade premiär på Sundance filmfestival den 27 januari 2020 och släpptes inte på övriga repertoarer förrän i maj 2021 på grund av covid-19-pandemin.
I rollerna ses Anthony Hopkins, Olivia Colman, Mark Gatiss, Imogen Poots, Rufus Sewell och Olivia Williams. Filmen fick ett unisont hyllande från kritiker och blev nominerad till sex oscars och vann två. Den har också blivit utnämnd som en de bästa filmerna både det året och 2000-talet.

## Handling
Anne (Colman) besöker sin far Anthony (Hopkins) i hans lägenhet efter att han kört iväg sina hemvårdsbiträden. Han lider av demens och glömmer bort alla stora händelser i sitt liv och var saker i hans lägenhet är och tror att vårdbiträdena stjäl från honom. Hon måste berätta för honom att hon ska flytta till Paris till sin man vilket förvirrar Anthony eftersom han inte minns att hon någonsin haft någon efter sitt första giftermål. Eftersom han vägrar ha vårdbiträden hemma så måste hon berätta att han måste flytta till ett ålderdomshem.

## Roller
- Anthony Hopkins – Anthony
- Olivia Colman – Anne
- Rufus Sewell – Paul
- Imogen Poots – Laura
- Olivia Williams – Kvinnan (Catherine)
- Mark Gatiss – Mannen (Bill)
- Ayesha Dharker – Dr. Sarai

## Mottagande
The Father mottog enbart positiva recensioner från kritiker och blev hyllad världen över. Den blev särskilt omtalad för sin trovärdiga skildring av demens. Både Colman och Hopkins blev hyllade för sina insatser och båda fick en oscarsnominering för sina roller. Anthony Hopkins blev särskilt hyllad och många kritiker menar att det är hans bästa roll i sitt då, 83-åriga liv. För sin tolkning mottog han sin andra oscar, för bästa manliga huvudroll. Filmen fick även en oscar för bästa manus efter förlaga. Samt nomineringar i kategorierna Bästa film, Bästa kvinnliga biroll, Bästa klippning och bästa produktion design.
The Father anses av kritiker vara den bästa filmen år 2020 och en av de bästa på 2000-talet. Den är till exempel med i Forbes lista över de 150 bästa filmerna på 2000-talet.